# Sami Naïr
Sami Naïr (Tremecén, Argelia, 23 de agosto de 1946) es un politólogo, filósofo, sociólogo y catedrático francés de origen argelino, especialista en movimientos migratorios y creador del concepto de codesarrollo.
Es una de las voces destacadas del progresismo en Europa, asesor del gobierno de Lionel Jospin de 1997 a 1999 y europarlamentario hasta 2004; es catedrático en Ciencias Políticas y director del Centro Mediterráneo Andalusí de la Universidad Pablo de Olavide de Sevilla.

## Biografía
Sami Naïr creció en la ciudad francesa de Belfort, en el este del país. Profesor catedrático de ciencias políticas en la Universidad de París VIII desde 1970, se doctoró en La Sorbona en filosofía política en 1973 y en letras y ciencias humanas en 1979. 
Durante los años 1980 dirigió las publicaciones de Les Temps Modernes junto a Simone de Beauvoir y de l’Événement européen con Edgard Pisani.
Fue profesor invitado en varias universidades, entre ellas Wesleyan University (1970-1984), de Valencia (1995-1998) y de la Carlos III (Departamento de Humanidades). Es conferenciante en varios institutos, centros de investigación, fundaciones y universidades en: España, Francia, Italia, Reino Unido, Suiza, todos los países del Magreb, Egipto, Líbano, India, América Latina, Estados Unidos. Es Profesor-investigador en la Universidad Pablo de Olavide de Sevilla.
Tras ser nombrado Delegado Interministerial de Codesarrollo y Migraciones Internacionales del gobierno francés en 1998, fue eurodiputado entre 1999 y 2004. 
Ha colaborado en medios como Le Monde, Libération, El País o El Periódico de Cataluña. Además, es director de una colección de libros: Voces libres, ediciones Círculo de lectores en España.

## Actividad política y científica
Sami Naïr ocupó varios cargos de asesoría durante el gobierno socialista de Lionel Jospin. Consejero en el Ministerio del Interior francés entre 1997 y 1998, fue nombrado por el primer ministro Delegado interministerial para el codesarrollo y las migraciones internacionales de 1998 a 1999.
En el año 1999 es elegido diputado al Parlamento Europeo de Estrasburgo, cargo que ejerce hasta el 2004, siendo miembro titular de la Comisión de Asuntos Extranjeros de los Derechos de las Personas, de la Seguridad Común y de la Política de Defensa. También presidió la Delegación para las Relaciones con los países del Mashrek y los Estados del Golfo Pérsico.
Actualmente es Consejero de Estado francés en servicio extraordinario.
El affaire Morin
El 4 de junio de 2002 Sami Naïr, colaborador en el periódico Le Monde, firmó un artículo titulado « Israël-Palestine: le cancer » junto a Edgar Morin y Danièle Sallenave en el que se criticaba la política del gobierno de Israel. 
Algunos párrafos fueron denunciados por su contenido según las asociaciones France-Israël y Avocats sans frontières.
En mayo de 2005, el tribunal de instancia Versalles resolvió la condena del artículo basándose en el hecho de «...imputar al conjunto de los judíos de Israel el hecho concreto de humillar a los palestinos». Los autores fueron entonces objeto de críticas.
Sin embargo, la sentencia fue revocada por el tribunal de casación el 12 de julio de 2006 por considerar que el de Versalles había violado la ley de prensa del 29 de julio de 1881 y el artículo 10 de la Convención europea de libertad de expresión.

## Pensamiento y obra

### Defensor de los derechos de los inmigrantes
Según el jurado que premió su trayectoria profesional, la procedencia argelina de Sami Naïr le ha sensibilizado especialmente para tender puentes de unión y conexión entre los países del Norte y los del Sur siendo uno de los principales impulsores del concepto de codesarrollo.
Naïr, a partir de su análisis sobre los conflictos y desigualdades que surgen de los movimientos contemporáneos de inmigración, destaca por sus posicionamiento en favor del desarrollo de políticas de integración y el reconocimiento de los derechos y deberes de los inmigrantes, como, según él, las realizadas por el gobierno de España en el 2005.
Nair defiende que hay que impedir que la integración se plantee en términos culturalistas y de identidad, y entre sus teorías destaca que la sociedad de acogida se equivoca si encierra a la inmigración en un estatuto de minoría, estimando que esta actitud conduce a derivas racistas.
Sostiene en sus pensamientos que el propósito fundamental del inmigrante es hacerse ciudadano de pleno derecho del país de acogida y subraya que considerar al inmigrante solo a través del prisma cultural y deducir de su cultura de origen su capacidad o incapacidad para asimilarse equivale a un comportamiento totalitario por parte de la sociedad de acogida. Siguiendo este razonamiento de considerar al inmigrante como parte activa tanto de las sociedades de acogida como de las de origen, se debe a Naïr el concepto de codesarrollo.

## Reconocimientos
La lucha de Naïr por el reconocimiento de los derechos de los inmigrantes ha sido reconocida con varios premios internacionales, entre ellos el Premio para la Cooperación Internacional de Caja de Ahorros de Granada en 2000 y el Premio Fundación Cristóbal Gabarrón a la Trayectoria Humana en 2006.
Así como el Premio Emilio Castelar a la Defensa de las Libertades para 'Políticos del ámbito internacional y nacional que hayan desarrollado desde la coherencia entre su discurso y su acción a la defensa de los valores de la Libertad y el Progreso en 2011. Recientemente ha sido galardonado con el Premio Internacional Terenci Moix 2012 en la categoría de Ensayo para su último libro La lección tunecina. Cómo la revolución de la Dignidad ha derrocado el poder mafioso (Galaxia Gutenberg, 2011).

## Obra
Libros
- Lucien Goldman ou la dialectique de la totalité, Editions Seghers, París, 1973.
- Traducción (del inglés) de: Langage et production, de Georgy Markus, Editions Denoël, 1982 (en colaboración con James Cohen).
- Machiavel et Marx: du fétichisme du pouvoir à la passion du social, Presses Universitaires de France, 1984.
- Le Caire, la Victorieuse: journal d’un voyage égyptien, Editions Denoël, 1986.
- Le Regard des vainqueurs, les enjeux français de l’immigration,  Editions Grasset, 1992.
- Le Différent méditerranéen, Editions Kimé, 1992.
- Lettre à Charles Pasqua, Editions du Seuil, 1994.
- Mediterráneo hoy. Entre el Diálogo y el rechazo, Edición Icaria, Barcelona, 1995.
- En el nombre de Dios, Edición Icaria, Barcelona, 1995.
- Le déplacement du monde, Editions Kimé, 1996 (en colaboración con Javier de Lucas).
- Contre les lois Pasqua, Editions du Seuil, 1997.
- Politique de civilisation, Editions Arléa, 1997 (en colaboración con Edgar Morin).
- El desplazamiento en el mundo: inmigración y temáticas de identidad, Madrid, Instituto de Migraciones y Servicios Sociales, 1998 (en colaboración con Javier de Lucas).
- Las heridas abiertas, El País Aguilar, Madrid, 1998.
- L’immigration expliquée à ma fille, Editions du Seuil, 1999.
- El peaje de la vida, El País Aguilar, Madrid, 2000 (en colaboración con Juan Goytisolo).
- La inmigración explicada a mi hija, Ediciones de bolsillo, 2001 (en catalán en 2002, en portugués, en holandés en 2008).
- Una historia que no acaba, Ediciones Pretextos, Valencia, 2001.
- L’empire face à la diversité, Hachette Littératures, 2003.
- El imperio frente a la diversidad del mundo, Areté, 2003 (también en catalán, portugués y árabe).
- Y vendrán… Las migraciones en tiempos hostiles, Bronce, Planeta, España, 2006.
- L’immigration est une chance. Entre la peur et la raison, Editions du Seuil, 2007.
- Un détournement, Nicolas Sarkozy et la « politique de civilisation », Gallimard, 2008.
- La Europa mestiza. Inmigración, ciudadanía, codesarrollo, Círculo de Lectores/ Galaxia Gutenberg, 2010.
- La lección tunecina. Cómo la revolución de la Dignidad ha derrocado al poder mafioso, Galaxia Gutenberg, 2011.
- ¿Por qué se rebelan? Revoluciones y contrarrevoluciones en el mundo árabe, Clave Intelectual, 2013.

Obras colectivas
- Lucien Goldmann, Epistémologie et philosophie politique, Editions Denoël, 1978.
- Essais sur les formes et leurs significations, Editions Denoël, 1981.
- « Mondialisation et migrations: l’axe Sud-Nord », Les migrations internationales, cours général public de l’Université de Lausanne, Payot, 1994.
- Espiritualidad y religión, Ediciones Círculo de Lectores, Barcelona, 2003.

Dirección de obras
- Le structuralisme génétique, Editions Denoël, 1977.
- Frente a la razón del más fuerte, con Susan George, Tzvetan Todorov, Ignacio Ramonet, Ediciones Círculo de Lectores/ Galaxia Gutenberg, 2005.
- Democracia y responsabilidad. Las caricaturas de Mahoma y la libertad de expresión, Ediciones Círculo de Lectores/ Galaxia Gutenberg, 2008.
- El Mediterráneo y la democracia, Ediciones Círculo de Lectores/ Galaxia Gutenberg, 2008.

Informes
- “Rapport de bilan et d’orientation sur la politique de codéveloppement liée aux flux migratoires”, entregado al primer ministro francés en diciembre de 1997.
- Informe sobre la comunicación de la Comisión sobre las relaciones UE/Región mediterránea: un nuevo impulso para el proceso de Barcelona, Comisión de asuntos exteriores, derechos humanos, seguridad común y política de defensa, Parlamento europeo, enero de 2001.

Artículos
Publicación de numerosos artículos de fondo en revistas universitarias o especializadas en particular los siguientes temas: codesarrollo; inmigración y política migratoria; mundialización y relaciones Norte/Sur; Mediterráneo y Oriente Medio; Europa; Islam e integrismo religioso; identidades, diálogo de las culturas y civilizaciones. 
Así mismo publicación de centenas de artículos en la prensa diaria francesa, española y extranjera (Le Monde, Libération, El País, El Periódico, El Diario de Mallorca etc.).